# スマイリー原島
スマイリー原島（スマイリーはらしま、1960年9月7日 - ）は、日本のロック・ミュージシャン、音楽プロデューサー、ラジオパーソナリティ。本名は原島 宏和（はらしま ひろかず）。

## 略歴
熊本県熊本市生まれ、福岡県福岡市育ち。自ら「スマイリーズ」という事務所を立ち上げている。
日本専売公社（現・日本たばこ産業）九州支社に勤めていた頃に顔見知りの音楽仲間に声を掛けられ、1982年に博多で立ち上げたロックバンド「アクシデンツ」でデビュー。バンドマンとしてはその後「SMILEY&SMILE」、「SMILEY&THE DOCTORS」、「CONNECTIONS」でも活動。
アクシデンツ解散後、これらの活動と並行して下北沢などで多数の音楽イベントを手掛けるほか、ラジオ番組のパーソナリティ、音楽雑誌での執筆、近年は音楽プロデューサーとしても活動。ここ数年はフジロックフェスティバルなど、国内で行われている野外ライブイベントの数々でステージMCを務めている。

## エピソード
- 陣内孝則の高校時代の後輩でもあり、陣内がロッカーズを創設した時のマネージャー兼、付き人をしていた過去あり。陣内孝則の高校時代のエピソードを『新伍&紳助のあぶない話』の「BAKUDANTIME」のコーナーの出演の際に面白可笑しく語っている（1992年4月19日放送分）。

## 現在の出演番組
- Rockin'ハイスクール（au EZチャンネル「うたキャス」）
- FMK RADIO BUSTERS （エフエム・クマモト） - 冨田浩二・樫山結と共に担当。かつては高橋よしえ・松本亮介と共に担当していた。
- REQUEST on DEMAND （Love FM） - こが☆あきと共に担当。

## 過去の出演番組
- 金曜ワラッター（RABラジオ）
- オールナイトニッポン・ミラクルヒッツショウケース（ニッポン放送）
- 横浜メンタイ倶楽部（Fm yokohama） - 陣内孝則と共に担当。
- SoHo （スペースシャワーTV） - 忌野清志郎と共に担当。
- スマイリー原島のブレイク寸前（TOKYO FM）
- J-Beat （名古屋テレビ）
- NACK THE NIGHT （FM NACK5）
- MOON DOG HOUR （FM AICHI） - 音楽ライターである小杉之子と共に担当。
- CROSS SMILEY FRIDAY （cross fm）
- Mosh! （KBCテレビ・ラジオ）
- クロサタX （cross fm） - 山本真理子と共に担当。
- クロキン激音団（cross fm）
- スマハラ サバドゥ（KBCラジオ） - ルーシーと共に担当。冨田浩二も出演していた。
- スマイリー原島のRockin' ○○○（cross fm） - 不定期番組。栗田善太郎と共に担当。
- FMK BEAT MAX （エフエム・クマモト） - MASAKIが出演を見合わせた為2020年4月-5月[2][3]と2021年4月-6月にかけ担当
- 新伍&紳助のあぶない話（関西テレビ放送）陣内孝則がゲストの際、原島宏和名義にてBAKUDANTIMEにて出演。（1992年4月19日放送分と1994年11月27日の放送分）